# Mezőgerebenes
Mezőgerebenes (románul: Grebenișu de Câmpie, németül: Gerbesch) falu Maros megyében, Erdélyben, Romániában, Mezőgerebenes község központja.